# Jardin Paule-Minck
Le jardin Paule Minck est un espace vert du 20e arrondissement de Paris, dans le quartier Saint-Fargeau, inauguré à l'occasion des 150 ans de la Commune de Paris.

## Situation et accès
Le site est accessible par le 50, rue Saint-Fargeau.
Il est desservi par la ligne 3 bis à la station station Saint-Fargeau et par les lignes 3 bis et 11 à la station Porte des Lilas.

## Origine du nom
Le parc rend hommage Paule Minck (1839-1901) par vote à l'unanimité du Conseil de Paris.

## Historique
Cet espace vert a été créé en hommage à Paule Minck à l'occasion des 150 ans de la Commune de Paris, par décision du conseil municipal du 20e arrondissement et du Conseil de Paris.